# سیاچوکه
سیاچوکه (انگلیسی: Siachoque) نام شهری در کشور کلمبیا است.